# Impôt anticipé
L'impôt anticipé est un impôt prélevé à la source en Suisse depuis 1944 sur les revenus de capitaux (notamment sur les intérêts et les dividendes), les gains de loterie et certaines prestations d'assurance,.
Retenu à un taux de 35 % par la société (notamment la banque) qui sert la prestation imposable et remboursable pour les contribuables domiciliés en Suisse qui déclarent régulièrement leurs revenus et leur fortune, il a pour but d'encourager la probité fiscale,.

## Description
L'impôt anticipé est introduit le 1er janvier 1944 par un arrêté du Conseil fédéral du 1er septembre 1943 en vertu des pouvoirs extraordinaires qu'il a obtenu au déclenchement de la Seconde Guerre mondiale, dans le but de combattre la fraude et d'augmenter les recettes fiscales. Portant initialement sur les capitaux mobiliers et les gains des loteries, il est étendu l'année suivante aux assurances vie, aux rentes viagères et aux pensions. Il est perçu auprès des personnes physiques et des sociétés qui ont leur domicile, leur siège, des capitaux ou des activités économiques en Suisse. Il ne repose sur une base constitutionnelle que depuis 1959.
L'impôt anticipé touche en premier lieu les intérêts versés sur les obligations émises par des débiteurs suisses, les intérêts des avoirs déposés dans des banques suisses, les dividendes distribués par des entreprises suisses et les revenus de parts de fonds de placement suisses. Il frappe aussi les gains en espèces supérieurs à cinquante francs obtenus dans des loteries ayant lieu en Suisse, ainsi que les prestations en capital, rentes et rentes viagères relevant de l'assurance-vie.

### Remboursement
L’impôt anticipé est remboursé par les cantons (sous forme d'imputation sur les impôts) aux personnes physiques domiciliées en Suisse, à condition qu'elles déclarent régulièrement les rendements concernés et les capitaux qui les ont produits. Il est remboursé par l'Administration fédérale des contributions aux personnes morales qui ont leur siège en Suisse, à condition notamment qu'elles comptabilisent régulièrement comme rendement les revenus concernés.
Les personnes domiciliées à l'étranger peuvent demander le remboursement de l'impôt anticipé si leur pays de résidence a conclu un accord contre la double imposition avec le pays qui le prélève.

### Taux d'imposition
Le taux de la retenue est de 35 % depuis 1976, sauf pour les prestations en capital des assurances vie, imposées à 8 %, et les rentes viagères et pensions, imposées à 15 %.
Initialement fixé à 15 % en 1944, le taux passe à 25 % en 1945, puis à 27 % en 1958 et 30 % en 1967.

### Recettes
En 2003, les rentrées de l'impôt se sont élevées à 22,5 milliards de francs et les remboursements à 20,9 milliards. En 2021, cette différence s'élevait à 4,9 milliards de francs, soit 6,4 % de l'ensemble des recettes de la Confédération.
Les cantons reçoivent 10 % des recettes nettes depuis 2008 (6 % à partir de 1967 et 12 % à partir de 1971).

### Réformes
En décembre 2021, le Parlement suisse adopte un projet de loi supprimant l'impôt anticipé perçu sur les obligations d'entreprises suisses, afin de les rendre plus attrayantes,,. La demande de référendum aboutit en mai 2021, la votation a lieu le 25 septembre 2022 et le peuple rejette de justesse la modification de la loi avec 52 % de non.

## Bases légales
- Constitution fédérale de la Confédération suisse du 18 avril 1999 (état le 13 février 2022), RS 101, art. 132 al. 2.
- Loi fédérale sur l’impôt anticipé du 13 octobre 1965 (état le 1er janvier 2022), RS 624.21.
- Ordonnance sur l'impôt anticipé du 19 décembre 1966 (état le 1er janvier 2022), RS 624.211.